# 神出政巳
神出 政巳（じんで まさみ、1951年（昭和26年）3月10日 - ）は、日本の政治家、建築士。和歌山県海南市長（新市6期、旧市1期）。
全国市長会相談役、和歌山県市長会会長などを務めた。

## 来歴
和歌山県海南市出身。和歌山県立海南高等学校卒業。明治大学大学院工学研究科建築学専攻修了。一級建築士の資格を持つ。
海南市議会議員（2期）、和歌山県議会議員（2期）などを経て、2002年（平成14年）に海南市長選挙に初当選。
2005年（平成17年）4月1日、旧海南市は海草郡下津町と新設合併をし、新海南市が発足。これに伴って行われた市長選に無投票で当選。以後6回連続で無投票で当選。

## 市政
- 2020年（令和2年）5月8日、新型コロナウイルス対策の財源に充てるため、自身を含む特別職3人の給与と期末手当を同年6月から2021年（令和3年）3月まで、一律10％減額する条例案を市議会臨時会に提出。同条例案は全会一致で可決された[8]。